# Ильино (Судогодский район)
Ильино — деревня в Судогодском районе Владимирской области, входит в состав Головинского сельского поселения.

## География
Деревня расположена в 13 км на юго-восток от центра поселения посёлка Головино и в 22 км на запад от Судогды, близ автодороги Р-132 «Золотое кольцо».

## История
Деревня впервые упоминается в писцовых книгах монастырских и церковных земель Владимирского уезда 1637—1647 годов в составе Александровского прихода, в ней числилось 5 дворов крестьянских. 
В конце XIX — начале XX века деревня входила в состав Авдотьинской волости Судогодского уезда. В 1859 году в деревне числилось 16 дворов, в 1905 году — 25 дворов, в 1926 году — 20 хозяйств.
С 1929 года деревня входила с состав Александровского сельсовета Владимирского района, с 1944 года — Судогодского района, с 1974 года — центр Ильинского сельсовета, с 2005 года — в составе Головинского сельского поселения.
В 1983 году в деревне была открыта новая Ильинская восьмилетняя школа, переведенная из села Александрова.

## Население
| 1859 | 1905 | 1926 | 2002 | 2010 | 2021 |
| ---- | ---- | ---- | ---- | ---- | ---- |
| 117  | ↘113 | ↘103 | ↗441 | ↘408 | ↘285 |

## Инфраструктура
В деревне находятся Ильинская средняя общеобразовательная школа, детский сад, фельшдшерско-акушерский пункт, отделение федеральной почтовой связи.

## Достопримечательности
В деревне имеется часовня Петра Великодворского.